# Ercole Baldini
Pour les articles homonymes, voir Baldini.

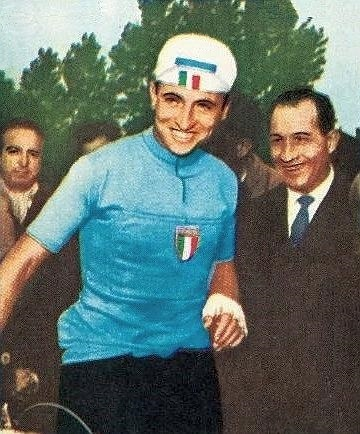
Ercole Baldini champion olympique sur route en 1956.

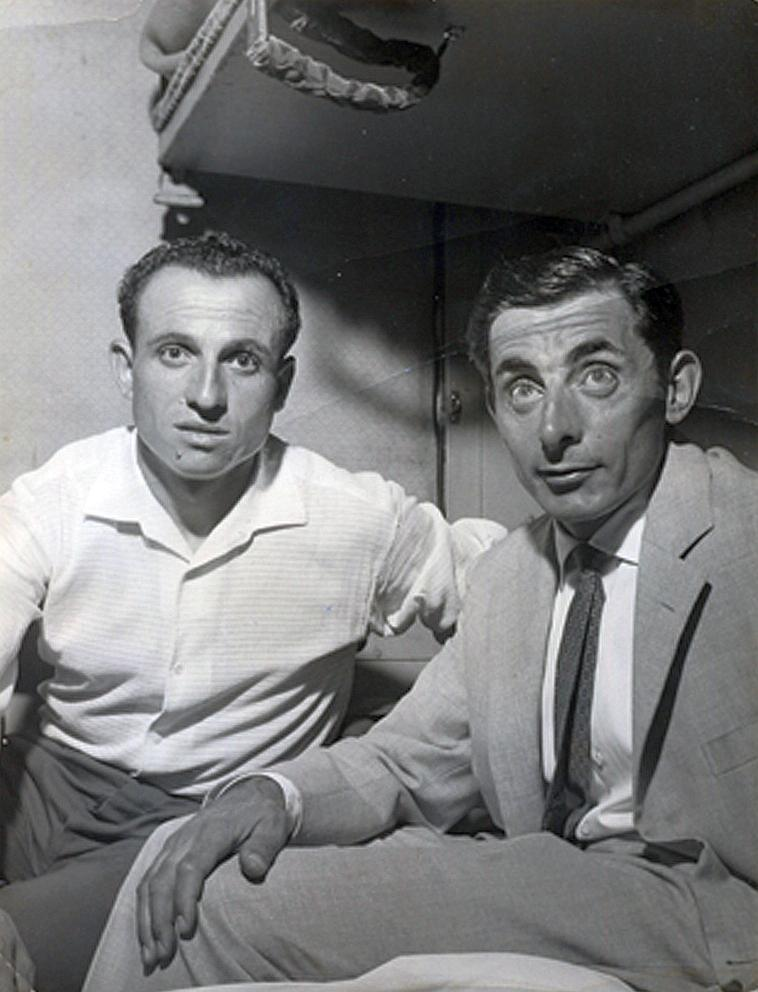
Ercole Baldini et Fausto Coppi en 1958.

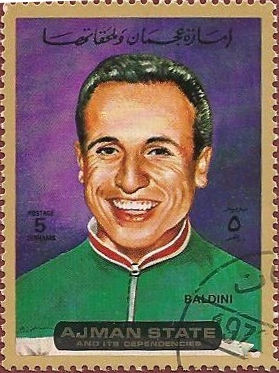
Ercole Baldini (timbre de 1972).

Ercole Baldini, né le 26 janvier 1933 à Villanova de Forlì (Italie) et mort dans la même ville le 1er décembre 2022, est un coureur cycliste italien, professionnel de 1957 à 1964.

## Biographie
Ercole Baldini est né à Villanova di Forlì (Émilie-Romagne). À 21 ans, il établit le record de l'heure chez les amateurs, avec 44,870 km, ce qui lui vaut le surnom de « locomotive de Forlì ». Sa meilleure année est 1956, au cours de laquelle il remporte une médaille d'or dans la course sur route aux Jeux olympiques d'été de Melbourne et, en septembre, il détrône Jacques Anquetil du record de l'heure, en parcourant 46,394 km au vélodrome Vigorelli de Milan.
En 1957, il devient professionnel et remporte six courses importantes, dont le Trofeo Baracchi aux côtés de Fausto Coppi, et devient champion d'Italie sur route. En 1958, Baldini remporte le Giro d'Italia, en battant Jean Brankart et Charly Gaul. Il est à nouveau champion d'Italie et remporte en 1958 le championnat du monde de cyclisme.
Baldini a terminé 6e du Tour de France 1959. Sa carrière s'est terminée en 1964 après une opération à une jambe.
Ercole Baldini devient par la suite directeur sportif, président de l'association des coureurs cyclistes et de la ligue professionnelle italienne, puis vice-président de la fédération nationale de cyclisme.

## Palmarès sur route

### Palmarès amateur
- 1953
  - 3e du Tour de Lombardie amateurs

- 1954
  - Targa Città di Legnano

- 1956
  -  Champion olympique sur route
  -  Champion du monde de poursuite amateurs
  -  Champion d'Italie de poursuite amateurs
  - Milan-Bologne
  - Coppa Arturo Lepori
  - Manx Trophy

### Palmarès professionnel
- 1957
  -  Champion d'Italie sur route
  - 12e étape du Tour d'Italie (contre-la-montre)
  - Tour de Romagne
  - Tour du Latium
  - Grand Prix de Lugano
  - Trophée Baracchi (avec Fausto Coppi)
  - 2e des Trois vallées varésines
  - 2e du Grand Prix d'Europe (contre-la-montre par équipes)
  - 2e du Grand Prix Martini
  - 3e du Tour de la province de Reggio de Calabre
  - 3e du Tour d'Italie

- 1958
  -  Champion du monde sur route
  -  Champion d'Italie sur route
  - 3eb (contre-la-montre) et 6ea étapes de Rome-Naples-Rome
  - Grand Prix de Forli
  - Tour d'Italie :
    -  Classement général
    - 2e (contre-la-montre), 8e (contre-la-montre), 15e et 17e étapes

  - Trophée Matteotti
  - Grand Prix de l'industrie et du commerce de Prato
  - Trophée Baracchi (avec Aldo Moser)
  - 2e du Tour de la province de Reggio de Calabre
  - 2e du Grand Prix Martini
  - 5e du Challenge Desgrange-Colombo
  - 7e de la Flèche wallonne
  - 8e du Tour de Lombardie

- 1959
  - Grand Prix de Forli
  - 18e étape du Tour de France
  - GP Faema
  - Tour d'Émilie
  - Trophée Baracchi (avec Aldo Moser)
  - 2e du Grand Prix de Lugano
  - 3e du Trofeo Longines
  - 6e du Tour de France

- 1960
  - Grand Prix des Nations
  - 2e du Grand Prix de Forli
  - 2e du Tour des Apennins
  - 2e du Trophée Baracchi (avec Aldo Moser)
  -  3e du championnat du monde de poursuite
  - 3e du Grand Prix de Lugano
  - 3e du Tour de Vénétie
  - 6e de Paris-Tours

- 1961
  - Milan-Mantoue
  - Trophée Baracchi (avec Joseph Velly)
  - 2e du Grand Prix de Forli
  - 3e du Grand Prix du Parisien
  - 3e de la Coppa Agostoni

- 1962
  - Grand Prix de Forli
  - 2e de la Coppa Sabatini
  - 2e du Grand Prix de Lugano
  - 2e du Trophée Baracchi (avec Arnaldo Pambianco)
  - 3e du Tour de Romagne
  - 7e du Tour d'Italie
  - 7e du Tour de Lombardie
  - 8e du Tour de France

- 1963
  - Coppa Placci
  - Tour de Calabre
  - Grand Prix de Forli
  - 3e du Tour du Trentin

- 1964
  - 2e du Trophée Baracchi (avec Vittorio Adorni)
  -  3e du championnat du monde de poursuite
  - 7e du Tour de Romandie

### Résultats sur les grands tours

#### Tour de France
4 participations :
- 1959 : 6e, vainqueur de la 18e étape
- 1960 : 33e
- 1962 : 8e
- 1964 : abandon (7e étape)

#### Tour d'Italie
8 participations :
- 1957 : 3e, vainqueur de la 12e étape (contre-la-montre)
- 1958 :   Vainqueur du classement général, vainqueur des 2e (contre-la-montre), 8e (contre-la-montre), 15e et 17e étapes,  maillot rose pendant 7 jours
- 1959 : 17e
- 1960 : 41e
- 1961 : abandon
- 1962 : 7e
- 1963 : 26e
- 1964 : abandon

### Records
- Record de l'heure professionnel : 46 km 393, le 19 septembre 1956, au vélodrome Vigorelli de Milan
- Record du monde des 20 km professionnel : 25 min 20 s, en 1956
- Record de l'heure amateur : 44 km 870, en 1954
- Record du monde des 20 km amateur : 26 min 29 s 60, en 1954

## Distinctions
- En 2002, Ercole Baldini fait partie des coureurs retenus dans le Hall of Fame de l'Union cycliste internationale[3].
- Membre du Hall of Fame du Tour d'Italie : 2016[4]
- Trophée Edmond Gentil (exploit cycliste de l'année) : 1956

## Hommage
Le 7 mai 2015, en présence du président du Comité national olympique italien (CONI), Giovanni Malagò, a été inauguré  le Walk of Fame du sport italien dans le parc olympique du Foro Italico de Rome, le long de Viale delle Olimpiadi. 100 tuiles rapportent chronologiquement les noms des athlètes les plus représentatifs de l'histoire du sport italien. Sur chaque tuile figure le nom du sportif, le sport dans lequel il s'est distingué et le symbole du CONI. L'une de ces tuiles lui est dédiée .